# Европейская система перевода и накопления баллов
ECTS (англ. European Credit Transfer and Accumulation System — Европейская система перевода и накопления баллов) — общеевропейская система учёта учебной работы студентов при освоении образовательной программы или курса. На практике система ECTS используется при переходе студентов из одного учебного заведения в другое на всей территории Европейского союза и других, принявших эту систему, европейских стран. Один учебный год соответствует 60 ECTS-баллам, что составляет около 1500—1800 учебных часов. Для получения степени бакалавра нужно набрать от 180 до 240 ECTS-баллов, а для магистра добрать недостающие до 300 (то есть ещё от 60 до 120 ECTS-баллов).
Для студентов по обмену принимающий университет должен выбрать, присуждать ли самую низкую, среднюю или самую высокую эквивалентную оценку.
На совещании в Маастрихте 14 декабря 2004 года министры образования и профессиональной подготовки 32-х стран Европы договорились, что система ECTS будет частью Европейской системы баллов для профессионального образования и подготовки кадров (ECVET).

## Оценка успеваемости студентов
Система ECTS предусматривает метод конвертирования оценок между университетами в разных странах.

### Старый метод конвертирования оценок
До 2009 года по системе ECTS рекомендовалось использовать статистическую шкалу оценок ECTS (англ. ECTS grading scale). В зависимости от места студента в рейтинге (по дисциплине или другому виду учебной деятельности) ему выставлялись следующие оценки по шкале ECTS:
- А — лучшие 10 %
- В — следующие 25 %
- С — следующие 30 %
- D — следующие 25 %
- Е — следующие 10 %
- Fx и F — провалившиеся (не учитываются при распределении оценок A-E и не получают ECTS-кредитов)

### Новый метод конвертирования оценок (с 2009)
По новой системе ECTS рекомендуется напрямую конвертировать оценки между двумя университетами на основе процентиля оценки студента. Для этого университетам необходимо рассчитать таблицу оценок. Таблица оценок показывает процент студентов, которые получили каждую оценку, в идеале на уровне предмета ISCED-F (МСКО).
Оценку ученика можно затем преобразовать в процентиль оценки. Сопоставимая оценка в другом университете — та, которая представляет ближайший процентиль в таблице оценок этого университета. Поскольку некоторые шкалы оценок более или менее дробны, чем другие, несколько ступеней оценки могут быть эквивалентны. Для студента по обмену гостевой университет должен выбрать, присудить ли ему наименьшую, среднюю или максимально возможную эквивалентную оценку.